# Cầu lông tại Đại hội Thể thao châu Á 1990

## Huy chương giành được
Đơn nam
| H.chương | NOC/Tên      | H.chương | NOC/Tên    | H.chương | NOC/Tên         | H.chương | NOC/Tên      |
|          | Trung Quốc   |          | Trung Quốc |          | Indonesia       |          | Malaysia     |
|          | Zhao Jianhua |          | Yang Yang  |          | Alan Budikusuma |          | Rashid Sidek |

Đôi nam
| H.chương | NOC/Tên               | H.chương | NOC/Tên                    | H.chương | NOC/Tên                   | H.chương | NOC/Tên                  |
|          | Trung Quốc            |          | Hàn Quốc                   |          | Indonesia                 |          | Malaysia                 |
|          | Li Yongbo Tian Bingyi |          | Park Joo-bong Kim Moon-soo |          | Eddy Hartono Rudy Gunawan |          | Razif Sidek Jalani Sidek |

Đội nam
| H.chương | NOC/Tên    | H.chương | NOC/Tên  | H.chương | NOC/Tên   | H.chương | NOC/Tên  |
|          | Trung Quốc |          | Malaysia |          | Indonesia |          | Hàn Quốc |

Đơn nữ
| H.chương | NOC/Tên      | H.chương | NOC/Tên       | H.chương | NOC/Tên    | H.chương | NOC/Tên      |
|          | Trung Quốc   |          | Hàn Quốc      |          | Trung Quốc |          | Indonesia    |
|          | Tang Jiuhong |          | Lee Young-suk |          | Huang Hua  |          | Susi Susanti |

Đôi nữ
| H.chương | NOC/Tên                  | H.chương | NOC/Tên                      | H.chương | NOC/Tên            | H.chương | NOC/Tên                    |
|          | Trung Quốc               |          | Hàn Quốc                     |          | Trung Quốc         |          | Indonesia                  |
|          | Guan Weizhen Nong Qunhua |          | Gil Young-Ah Chung Soo-young |          | Lai Caiqin Yao Fen |          | Verawaty Fajrin Lili Tampi |

Đội nữ
| H.chương | NOC/Tên    | H.chương | NOC/Tên   | H.chương | NOC/Tên  | H.chương | NOC/Tên  |
|          | Trung Quốc |          | Indonesia |          | Nhật Bản |          | Hàn Quốc |

Trộn đôi
| H.chương | NOC/Tên                       | H.chương | NOC/Tên                      | H.chương | NOC/Tên                  | H.chương | NOC/Tên                      |
|          | Hàn Quốc                      |          | Indonesia                    |          | Trung Quốc               |          | Indonesia                    |
|          | Park Joo-Bong Chung Myung-hee |          | Eddy Hartono Verawaty Fajrin |          | Zheng Yumin Shi Fangjing |          | Rudy Gunawan Rosiana Tendean |

## Bảng huy chương
| 1 | Trung Quốc | 6 | 1 | 3 | 10 |
| 2 | Hàn Quốc   | 1 | 3 | 2 | 6  |
| 3 | Indonesia  | 0 | 2 | 6 | 8  |
| 4 | Malaysia   | 0 | 1 | 2 | 3  |
| 5 | Nhật Bản   | 0 | 0 | 1 | 1  |